# Лопчинский сельсовет
Лопчинский сельсове́т — упразднённое сельское поселение в Тындинском районе Амурской области.
Административный центр — посёлок Лопча.

## История
Лопчинский сельский Совет народных депутатов был образован на основании решения исполкома Амурского областного Совета народных депутатов от 13.01.1982 г № 16. 
3 августа 2005 года в соответствии с Законом Амурской области № 32-ОЗ муниципальное образование наделено статусом сельского поселения.
Упразднено в январе 2021 года в связи с преобразованием муниципального района в муниципальный округ.

## Население
| 2002 | 2010 | 2011 | 2012 | 2013 | 2014 | 2015 |
| ---- | ---- | ---- | ---- | ---- | ---- | ---- |
| 594  | ↘504 | ↘501 | ↘477 | ↘465 | ↘447 | ↘442 |
| 2016 | 2017 | 2018 |      |      |      |      |
| ↘419 | ↘402 | ↘401 |      |      |      |      |

## Состав сельского поселения
| № | Населённый пункт | Тип населённого пункта          | Население |
| - | ---------------- | ------------------------------- | --------- |
| 1 | Лопча            | посёлок, административный центр | ↘401      |